# Félicienne Sophie Guinikoukou
Félicienne Sophie Guinikoukou, de son nom de naissance Félicienne Sophie Houévo Padonou, est une femme politique béninoise[réf. à confirmer].

## Carrière politique
Elle a été inspectrice générale des impôts et ministre de la Culture et des Communications de juin 1995 à avril 1996, sous la présidence de Nicéphore Soglo. Dans ce gouvernement, elle occupe le poste de ministre de la Culture et des Communications,,. Membre du parti politique la Renaissance du Bénin, elle a mené activement trois campagnes électorales aux côtés du chef de l'État,.

## Vie associative
En dehors de sa carrière politique, elle a occupé divers postes associatifs. Elle est ainsi membre du bureau directeur du Syndicat national des agents du Trésor, membre du bureau de l’Association des femmes béninoises pour le développement, présidente du conseil d'administration de la Coopérative de crédit et d’épargne pour les femmes, et trésorière du bureau exécutif du Réseau des femmes africaines ministres et parlementaires au Bénin (REFAMP-Bénin).